# Herder-Institut (Radebeul)
Im Herder-Institut Abteilung Radebeul (bis 1968 Zentrale Schule) absolvierten von 1962 bis 1992 etwa 4600 ausländische Jugendliche aus etwa 100 Ländern mehrmonatige Deutsch-Sprachkurse. Die Jugendlichen wurden auf die folgende zweijährige Berufsausbildung in Industriebetrieben der DDR vorbereitet.

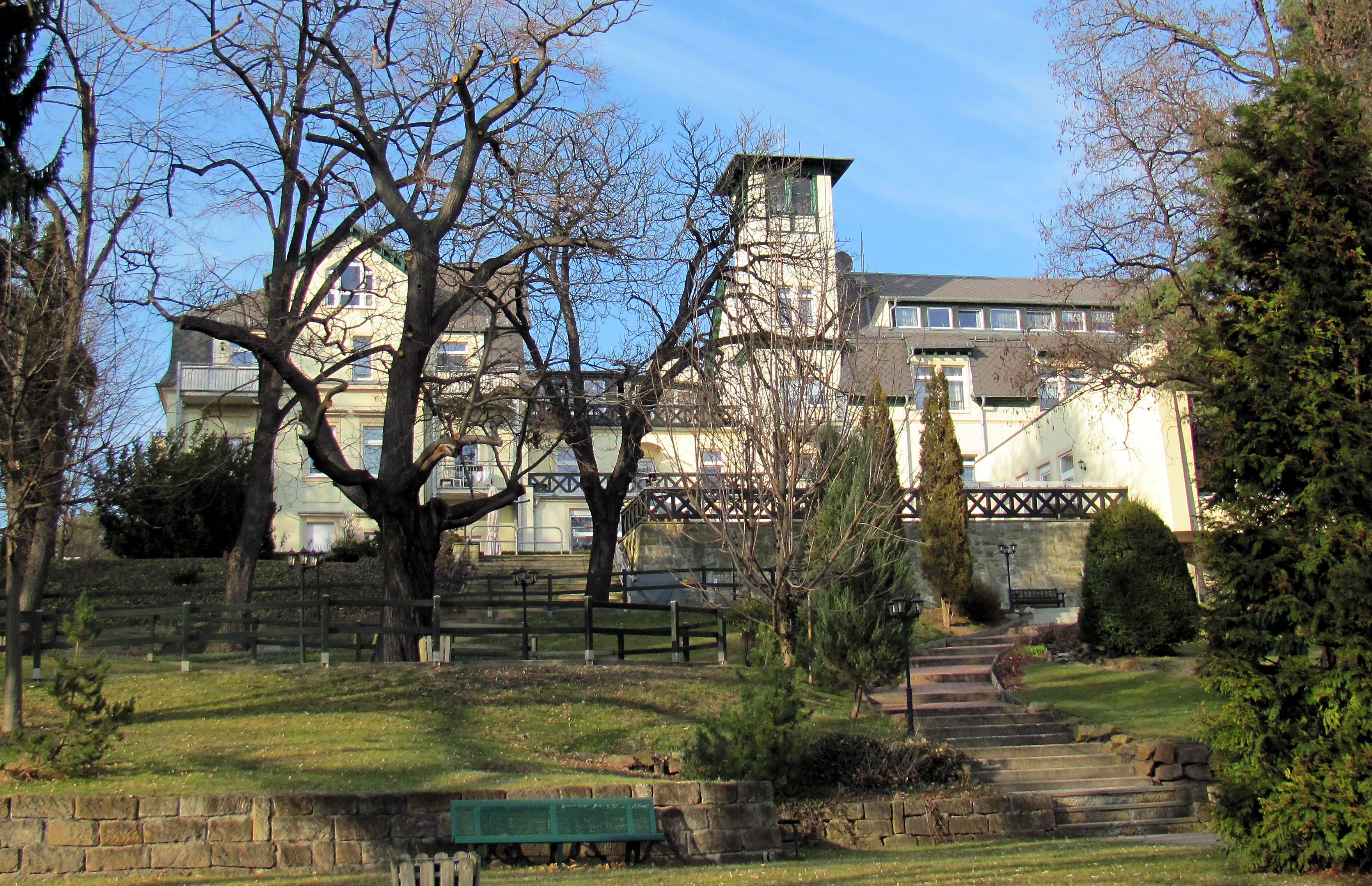
Seniorenresidenz Herderpark, von der Meißnerstraße aus (2012)

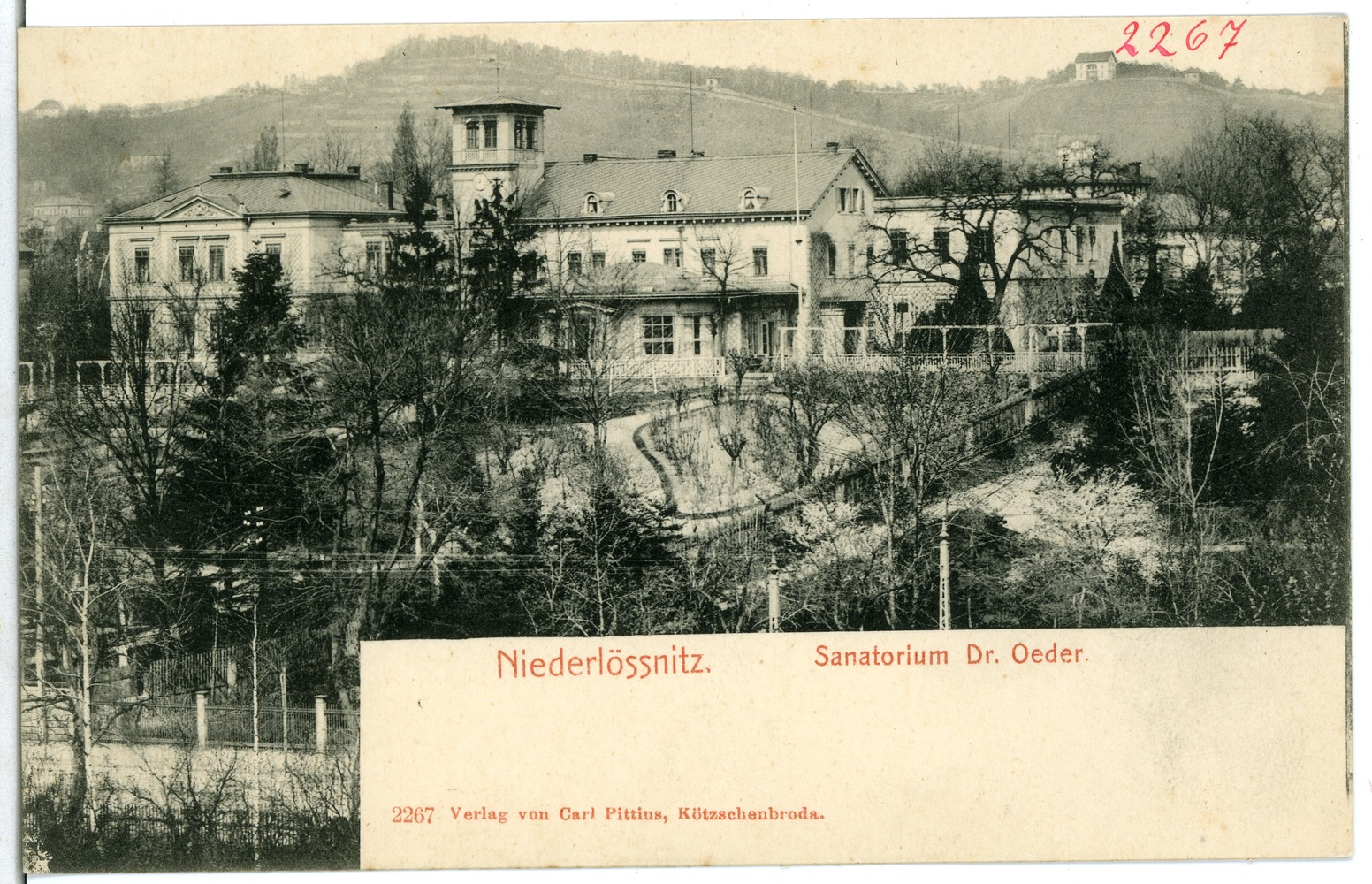
Dr. Oeder's Diätkuranstalt (1902)

## Geschichte des Institutes

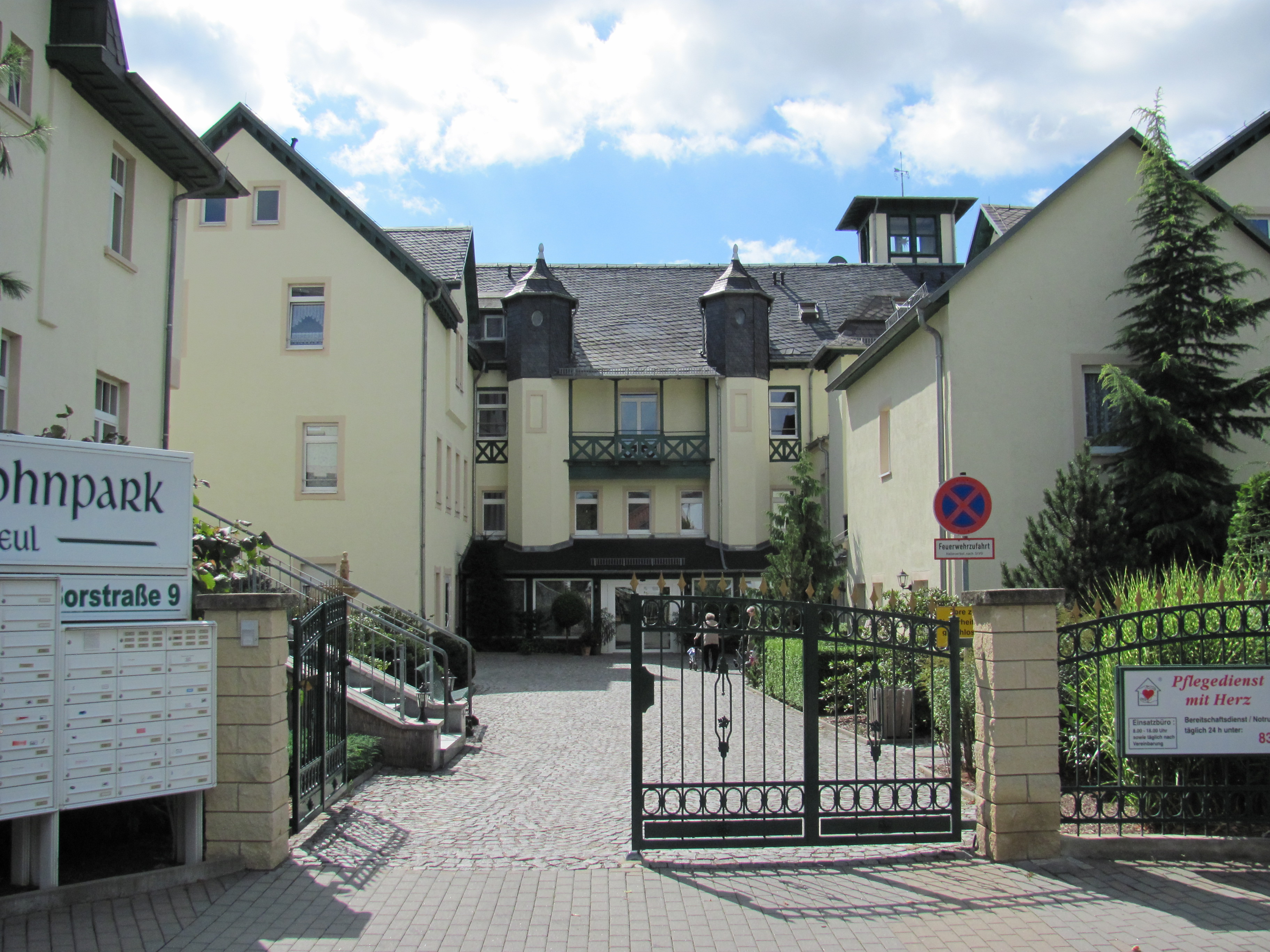
Seniorenresidenz Herderpark, von der Borstraße im Norden aus

Das Herder-Institut Abteilung Radebeul wurde im Juni 1962 aufgrund einer Entscheidung des Ministeriums für Volksbildung in der DDR sowie des Staatssekretariats für Berufsbildung als Zentrale Schule für ausländische Bürger zur sprachlichen Vorbereitung auf die produktionstechnische Ausbildung gegründet. Die Einrichtung war in einem größeren Gebäudekomplex in der Borstraße 9 im Stadtteil Niederlößnitz untergebracht, auf dem auf der Nordseite verlaufenden Hang oberhalb der Meißner Straße. In diesem hatte sich ursprünglich ab 1883 Dr. Kadner's Sanatorium befunden, das von seinem Besitzer 1899 veräußert und ab da als Dr. Oeder's Diätkuranstalt betrieben worden war. Dazu gehörte auch der heute unter Denkmalschutz stehende Erweiterungsbau in der Schweizerstraße 3.
In dreimonatigen Sprachkursen sollte ausländischen Schülern Deutsch beigebracht werden, um sie auf die folgende zweijährige Berufsausbildung in Industriebetrieben der DDR vorzubereiten. Vermittlungssprachen waren Französisch und Spanisch. Ziel war es, dass die so ausgebildeten jungen Erwachsenen anschließend in ihre Heimatländer zurückkehren sollten, um dort beim Aufbau ihres Landes zu helfen.
Die Zentrale Schule wurde zum 1. Januar 1968 dem Herder-Institut in Leipzig angegliedert. Ab 1980 wurden die Sprachlehrgänge auf fünf Monate ausgeweitet, um auch einen entsprechenden Fachwortschatz für die folgende Industrieausbildung vermitteln zu können. Dazu wurde speziell das Lehrbuch Guten Tag, Kollege entwickelt. Bis 1980 waren in Radebeul 4600 ausländische Jugendliche aus etwa 100 Ländern Asiens, Afrikas und Lateinamerikas ausgebildet worden. Die Radebeuler Mitarbeiter des Herder-Instituts wurden aufgrund der erworbenen Erfahrungen DDR-weit eingesetzt, um auch ausländische Berufspraktikanten an anderen Orten auszubilden.
Zum Ende Dezember 1992 stellte die Abteilung Radebeul des Herder-Instituts ihren Betrieb ein.

## Geschichte des Anwesens

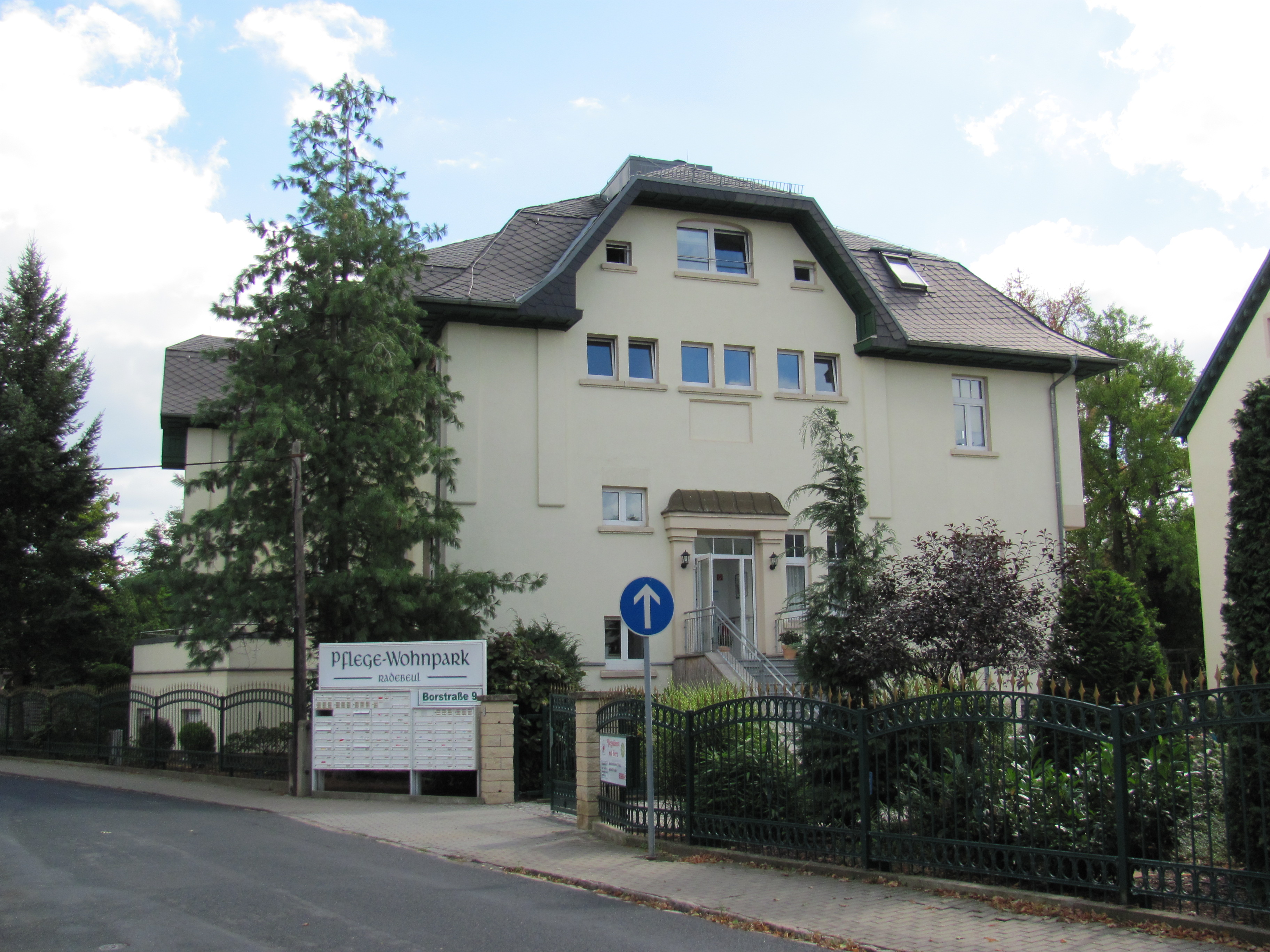
Einzeln stehende Villa auf der Ostseite des Eingangshofes an der Borstraße

Der Kaufmann Gustav Ludwig Schnabel, seit mindestens 1848 Eigentümer des Anwesens, ließ sich um 1850 durch den Baumeister Christian Gottlieb Ziller auf der Hangkante oberhalb der Meißner Straße, auf der westlichen Seite des Grundstücks, eine Villa errichten. Diese wird bei Hofmann 1853 in Das Meißner Niederland … erwähnt: „Weiter an der Chaussee stehen etwas höher in angenehmen Blumen- und Weingärten, die vor einigen Jahren vom Zimmermeister Ziller erbauten 4 äußerst geschmackvollen Villa's, deren erste jetzt der russ. Apotheker Stolle aus Moskau, die zweite der Kaufm. Schnabel, die dritte vordem Kaufm. Weiß und die vierte jetzt der Gerichtsdirek. Nörner besitzt. − Diesem folgt der schöne große Gasthof „zur goldenen Weintraube“ …“. Die beiden Nachbargrundstücke sind das Katholische Pfarramt Radebeul im Westen und die Villa Borstraße 7 im Osten.
Für das Jahr 1860 wird dort für den Dresdner Brauereibesitzer Carl Gottlob Schneider ein Weinberg mit Garten aufgeführt. Das Wohnhaus wurde 1866 durch den Eigentümer Franz Hammer verlängert.
Im April 1883 ersuchte der Arzt und Naturheilkundler Paul Kadner (1850–1922), dessen Vater Paul Theodor Noa (* 1818) bereits in den 1840er Jahren an der Gründung der Krankenanstalt zu Niederlößnitz beteiligt gewesen war, die Königliche Amtshauptmannschaft Dresden-Neustadt darum, in dem 1880–1883 östlich der Villa von der Baufirma „Gebrüder Ziller“ errichteten Gebäude eine Privatheilanstalt für innere und Nervenkrankheiten betreiben zu dürfen. Dem Gesuch wurde amtlicherseits im Juni 1883 nachgekommen. Seitdem führte die Krankenanstalt die Bezeichnung Dr. Kadner´s Sanatorium, Niederlößnitz; Diätische Curanstalt für Kranke aller Art. 1885 erfolgten Umbauten sowie der Anbau eines Speisesaals. Im September 1893 wurde die Konzession zum Betrieb der Kuranstalt auf Kadners Mitarbeiter und Partner Greif erweitert. Die Behandlungsmethoden erstreckten sich von Ernährungskuren über Hydro- und Elektrotherapien bis hin zu Massagen und Heilgymnastik. So verwendete Kadner auch das Schroth'sche Heilverfahren, da er selbst in der Schroth'schen Heilanstalt seines Vaters in Dresden aufgewachsen war. Die Preise der Kuren lagen relativ hoch. Von Kadner stammte die Schrift Zur Anwendung diätetischer Curmethoden bei chronischen Krankheiten, erschienen bei Heuser in Berlin, Neuwied 1889.

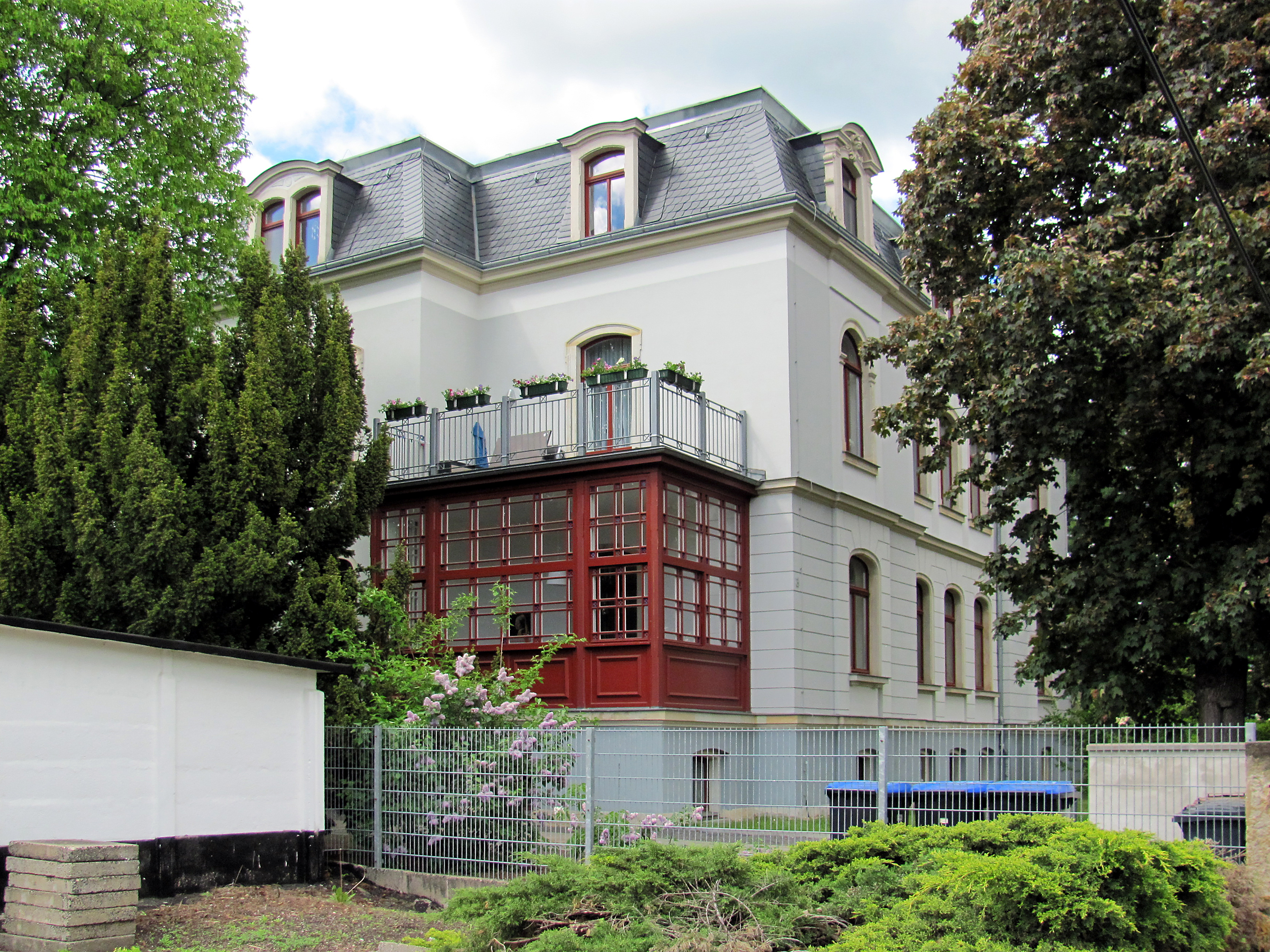
Erweiterungsbau Schweizerstraße 3

Kadner beantragte 1890 ein großes Erweiterungsgebäude in der nahegelegenen Schweizerstraße, das ob seiner Größe nicht genehmigt wurde. 1892 folgte ein erneuter Antrag für einen etwas reduzierten Erweiterungsbau in der Schweizerstraße 3, der durch den Baumeister Adolf Neumann realisiert wurde. 1896 musste die Anzahl der Betten von 30 auf 45 erhöht werden.
Durch Verkauf ging die Kuranstalt im Dezember 1899 in den Besitz von Gustav Rudolf Johann Oeder über, der sie als Dr. Oeder's Diätkuranstalt beziehungsweise Diätkuranstalt Niederlössnitz weiterbetrieb. In den Jahren 1906 ließ Oeder Modernisierungsarbeiten und 1911/1912 Erweiterungen an den vorhandenen Bauten vornehmen. Im November 1923 starb Oeder. Er hinterließ zahlreiche Schriften, die sich insbesondere mit der Versorgung der Bevölkerung mit Nahrungsmitteln beschäftigten.
Im September 1924 übernahm Richard Gotthold Lang ohne Konzession die Leitung der sich im Eigentum der Witwe Oeders, Annamaria, befindlichen Kuranstalt. Wegen des Nichtbesitzes dieser Konzession wurden im Februar erst die Witwe und dann ihr Anstaltsleiter jeweils zu einer Geldstrafe von 50 Mark oder 5 Tagen Haft verurteilt.
Im Folgejahr 1926 übernahm der Rat der Stadt Dresden das Anwesen als Eigentümer. Er nutzte künftig die Gebäude als Rentnerheim Niederlößnitz des Altersheims der Stadt Dresden. 1931, zum Zeitpunkt seines Todes, wohnte dort der baltisch-deutsche Joseph Schomacker, der bei den Olympischen Spielen 1912 für Russland eine Bronzemedaille im Segeln gewonnen hatte. 1945 übernahm die sowjetische Armee die Gebäude zur eigenen Verwendung. 1960 zog dann die Freie Deutsche Jugend in die Räume.
Ab Mitte 1962 wurde das Anwesen der vom Ministerium für Volksbildung neu gegründeten Zentralen Schule für ausländische Bürger zur sprachlichen Vorbereitung auf die produktionstechnische Ausbildung zugewiesen, die später als Abteilung Radebeul in das Herder-Institut Leipzig eingegliedert wurde und bis zum Ende des Jahres 1992 dieser Aufgabe nachkam.
In den Jahren danach erfolgte ein Umbau des Gebäudeensembles mit seiner nach unten zur Meißner Straße reichenden Parkanlage zu einem Seniorenheim für altersgerechtes Wohnen. Die ersten der 29 Zwei- und 27 Einraumwohnungen waren ab November 2000 bezugsbereit. Der Name des Herder-Instituts wird im Namen Senioren-Residenz Herderpark weitergeführt. Der denkmalgeschützte Erweiterungsbau in der Schweizerstraße erhielt 2006 eine Anerkennung bei der jährlichen Vergabe des Radebeuler Bauherrenpreises.

## Gebäudebeschreibung

Dr. Oeder's Diätkuranstalt, Foto um 1910
(mit Details der Fassadengestaltung der Zillervilla)

Der satteldachartige Hauptbau steht traufständig zur Meißner Straße an der Hangkante auf der Südostseite der Gebäudegruppe. Vor dem im Jahr 1883 errichteten Gebäude steht zum Tal hin ein von 1960 stammender großer Saalanbau. An der Südwestecke des Hauptbaus, und damit etwa mittig in der Gartenansicht, steht ein dominanter, viergeschossiger und quadratischer Turm mit einem weit überkragenden Pyramidendach mit einer Wetterfahne und Rosette. Unter dem Dach liegt ein nach außen betontes Aussichtsgeschoss mit Koppelfenstern.
Links des Hauptbaus steht die von um 1850 stammende zweigeschossige Villa mit einem Mansarddach, die im Laufe der Zeit mehrfach verändert wurde. Zwischen der Villa und dem Hauptbau verläuft hinter dem Turm ein flacher Verbindungsbau mit einem Holzgitter obenauf.
Auf der nördlichen Seite der Gebäudegruppe, zur Borstraße hin, liegen „vielgestaltige Anbauten“, die einen Hof umfassen. In dem Hof ist die ursprüngliche Eingangssituation erhalten geblieben: Der Eingang wird durch zwei achteckige Türmchen mit Balkon flankiert. Auf der westlichen Seite des Hofs steht eine Dreiergruppe aus zur Borstraße ausgerichteten Giebelhäusern, die eine Terrasse umschließt. Auf der Ostseite des Hofes steht eine einzeln stehende Villa mit Satteldach giebelständig zur Borstraße. Dieses Gebäude ist im Stil der Reformarchitektur errichtet.
Alle Gebäude sind glatt verputzt, viele Fenster sind von Sandsteingewänden eingefasst.
Der Park besteht aus altem Baumbestand.

## Schriften
- Rudek Lüderitz Heuse Knierim: Guten Tag Kollege! Deutsch für Ausländer. VEB Verlag Enzyklopädie, Leipzig 1988.